# David Mokwa
David Mokwa Ngabi Ntusu (* 3. Mai 2004 in Bagnolet) ist ein französisch-kamerunischer Fußballspieler.

## Karriere

### Verein
Mokwa begann seine Karriere beim CSM Clamart sowie der AS Meudon. Im Sommer 2020 wechselte er zum Nachwuchs des FC Sochaux und bestritt dort später als 17-jähriger eine Partie für dessen Reservemannschaft. Zur Saison 2022/23 wechselte er nach Deutschland in die Jugend der TSG 1899 Hoffenheim. Dort kam er für dessen U-19 in der A-Junioren-Bundesliga sowie für die Zweite Mannschaft in der Regionalliga Südwest zum Einsatz. Am 18. Januar 2025 debütierte Mokwa auch in der Bundesliga, als er am 18. Spieltag bei Holstein Kiel (3:1) in der 87. Minute für Erencan Yardımcı eingewechselt wurde. Am 25. Januar 2025 spielte er auch erstmals in der UEFA Europa League gegen Tottenham Hotspur und erzielte bei der 2:3-Heimniederlage den zweiten Treffer seiner Mannschaft. Auch eine Woche später traf der Stürmer im Auswärtsspiel gegen den RSC Anderlecht (4:3) dann erneut.

### Nationalmannschaft
Mokwa spielte im März 2022 zweimal für die französische U-18-Auswahl und im November 2022 kam er dreimal in dessen U-19-Team zum Einsatz. Dabei erzielte er in der U19-EM-Qualifikation beim 7:0-Sieg über Kasachstan einen Treffer.

## Titel
- Meister der Regionalliga Südwest und Aufstieg in die 3. Liga: 2025 (TSG 1899 Hoffenheim II)